# あさくらはるか17
あさくらはるか17（あさくら はるか、1978年4月23日 - ）は、東京都出身のアイドル歌手。旧芸名は朝倉 榛香（あさくら はるか）
2004年、アルバム『PRE・IDOL』でCDデビュー。2006年1月1日付で朝倉榛香からあさくらはるか17に改名。

## 人物
- キャッチフレーズは、「大きなリボンが目印の永遠の17歳」。
- 主に、曲タイトルに「17」の付く「17ソング」を歌い、ライブを中心に活動中。
- 趣味は、17という数字を見つけること、ピアノ、様々な妄想。
- 特技は、1980年代アイドル、アイドルの振付。
- 取得資格は、パソコン技能検定2級、文書処理能力検定2級、色彩能力検定3級、メイド検定3級。
- デジドル14期生
- 2015年3月6日放送の「未来ロケット」（フジテレビ系）にて、昭和53年生まれであることを公表[2]。

## ディスコグラフィー

### シングル
1. 『デ・ビュー〜裸足ノ季節ハ夢色ノメッセージ〜』（2006年5月15日）JOBS-0002
2. 『まぐにちゅーど17!〜じchiん注意ぽぉ♪』（2008年11月17日）JOBS-0003
3. 『17通目のI Love You』（2019年4月29日）P3S-S0006

### アルバム
- 『PRE・IDOL』（2004年6月15日）
- 『17's Dream』（2010年1月13日）
- 『私、永遠の17歳ですが・・・・何か。』（2016年1月17日）
- 『石の上にも17年』（2018年4月29日）P3S-A0003
- マーベル☆ぱるふぇアルバム『アキバのすぃ〜と☆ぱるふぇ』（2008年2月14日）
- コンピレーションアルバム『聖地☆秋葉原バトルロイヤル』（2010年5月5日）
- オムニバスアルバム『夏少女~SE・I・TO・U・HA~』（2012年8月8日）

## 出演

### テレビ
- 美しき青木・ド・ナウ（テレビ朝日）
- 東京サイト（テレビ朝日）
- AKiBAッテキ!!（エンタ!371）
- おやつの時間まで生討論（エンタ!371）
- SAVE THE FUTURE（NHK）
- ミュージックアイドルバトル（Music Japan TV）
- ダンディ坂野の恋友ゲッツ!大作戦（Music Japan TV）
- デジドル@DEEP（MONDO21）
- デジドル@プロモ（エンタ!371）レギュラー出演
- 未来ロケット（2015年3月6日、フジテレビ）
- 千原ワク×ワク会議（2016年7月13日、日本テレビ）
- ※注 芸人調べ（2018年3月8日、テレビ朝日）

### ラジオ
- WONDERFUL WORLD（TOKYO FM）
- 激萌えサンデー（イセハラエフエム放送）レギュラー
- 今夜はParty魔法でナイト（エフエム熱海湯河原）
- えるあ〜る（REDIO TOMO）
- 勝手な3人（まえばしCITYエフエム）

### 舞台
- 新撰組in 1944-ナチス少年合唱団-（月蝕歌劇団）
- 盲人書簡-上海編-（月蝕歌劇団）
- 雨と夢のあとに（2017年12月、赤羽会館講堂）

### DVD
- 電脳戦士アキバリオン（ZENピクチャーズ）メイド役

### 関連書籍
- 雑本メイド図鑑 Vol.10 あさくらはるか17編
- FLASH（光文社）インディーズアイドル名鑑
- スコラ（辰巳出版）ヲタドル特集カラーインタビュー
- My First BIG SPECIAL『のぞき屋/妄想アイドル』（小学館）
- 週刊SPA!（扶桑社）インタビュー
- 写真集『東京コス楽園』（グラフィック社）

### その他
- 勝ち抜き!アイドル天国!!ヌキ天（GyaO）
- ホスパラ（GyaO）
- 電子写真集『Meet the Girl フレッシュ編』（電子書店パピレス）
- 動画『Meet the Girl フレッシュ編』（電子書店パピレス）
- 映画『ネムリバ』コスプレイヤー 役
- アドのから騒ぎ（ニコナナチャンネル）